# 藤原貞守
藤原 貞守（ふじわら の さだもり）は、平安時代初期から前期にかけての公卿。藤原北家、参議・藤原楓麻呂の曽孫。大舎人頭・藤原諸貞の長男。官位は従四位上・参議。

## 経歴
天長元年（824年）大学允に任ぜられると、内匠助・皇太后宮大進・蔵人を経て、天長5年（828年）従五位下に叙せられる。淳和朝後半は、右少弁・式部少輔を歴任する。
天長10年（833年）仁明天皇の即位後、従五位上・春宮亮に叙任される。これ以降、春宮亮として春宮・恒貞親王に仕える傍ら、讃岐介・豊前守・信濃介等の地方官を兼ねる。承和9年（842年）承和の変により恒貞親王が春宮を廃されると、貞守も連座して越後権守に左遷される。承和14年（847年）2月に藤原近主ら変による他の配流者と共に帰京を許され、10月に河内国・和泉国の班田使次官に、翌承和15年（848年）には式部少輔兼備中守に任ぜられて、官界に復帰する。
嘉祥3年（850年）正月に正五位下に昇叙される。文徳天皇の即位後の同年11月に右中弁に任ぜられると、仁寿元年（851年）従四位下、仁寿2年（852年）蔵人頭・左中弁と俄に昇進し、仁寿3年（853年）には参議兼右大弁に任官し公卿に列した。斉衡2年（855年）従四位上・式部大輔に叙任されている。
清和朝初頭の貞観元年（859年）5月1日卒去。享年62。最終官位は参議従四位上行式部大輔。

## 人物
器量に優れる一方で、学問にも広く通じていた。

## 官歴
注記のないものは『六国史』による。
- 時期不詳：正六位上
- 天長元年（824年） 9月：大学少允[2]。9月：大学大允[2]
- 天長2年（825年） 2月：内匠助[2]
- 天長3年（826年） 2月：兼皇太后宮少進[2]
- 天長4年（827年） 正月：蔵人[2]
- 天長5年（828年） 正月7日：従五位下
- 天長7年（830年） 2月10日：右少弁[2]。5月5日：式部少輔[2]、止弁。8月：兼右少弁[2]。
- 天長9年（832年） 正月11日：兼讃岐介[2]
- 天長10年（833年） 2月19日：従五位上。2月30日：春宮亮（皇太子・恒貞親王）、止弁
- 承和7年（840年） 正月30日：兼豊前守
- 承和8年（841年） 正月13日：兼信濃介
- 承和9年（842年） 7月26日：越後権守（左遷）
- 承和14年（847年） 2月10日：帰京。10月17日：河内和泉班田使次官
- 承和15年（848年） 正月13日：備中守。2月14日：式部少輔
- 嘉祥3年（850年） 正月7日：正五位下。正月15日：兼備前介。3月17日：左右兵庫使。11月29日：右中弁、備前介如元
- 嘉祥4年（851年） 4月1日：出居侍従。11月26日：従四位下
- 仁寿2年（852年） 2月：蔵人頭[2]。2月28日：左中弁
- 仁寿3年（853年） 正月16日：右大弁。8月8日：参議
- 仁寿4年（854年） 正月16日：兼下野守、右大弁如元
- 斉衡2年（855年） 正月7日：従四位上。2月：兼式部大輔[2]
- 貞観元年（859年） 5月1日：卒去（参議従四位上行式部大輔）

## 系譜
『尊卑分脈』による。
- 父：藤原諸貞
- 母：松野氏
- 生母不詳の子女
  - 男子：藤原公仁
  - 女子：藤原今子（?-?） - 文徳天皇宮人
  - 女子：藤原清経室